# 近村望実
近村 望実（ちかむら のぞみ、3月10日 - ）は、日本の女性声優。茨城県出身。

## 来歴
日本ナレーション演技研究所卒業。2023年9月1日、持病の悪化に伴いアーツビジョンを退所及び声優業の廃業を自身のSNSで発表。

## 人物
趣味・特技は映画鑑賞、散歩、お菓子作り、マスカットの種類を見分ける、マッサージ。方言は茨城弁。

## 出演

### テレビアニメ
2010年
- Angel Beats! ANOTHER EPIROGUE（NPC女子D）
- 神のみぞ知るセカイ（2010年 - 2013年、寺田京、女子生徒、女子、図書委員、SD、めぐみ、同窓生） - 3シリーズ

2012年
- あらしのよるに 〜ひみつのともだち〜（ロミ、女子オオカミB、リス2、鳥1）
- イクシオン サーガ DT（従業員A）
- エリアの騎士（女子）
- ドラえもん（テレビ朝日版第2期）（女性）

2013年
- THE UNLIMITED 兵部京介（子供）
- たまこまーけっと（ダンス部員）
- 名探偵コナン（子供）

2019年
- サークレット・プリンセス（常見アキラ）

2023年
- ふしぎ駄菓子屋 銭天堂（亜由美）

### OVA
- 神のみぞ知るセカイ 4人とアイドル（2011年、寺田京）

### ゲーム
2013年
- うたの☆プリンスさまっ♪ -Amazing Aria-（PSP）*
- わグルま!（ケット・シー）*

2014年
- アイドリズム（みるるる～＊）
- ウチの姫さまがいちばんカワイイ（神楽姫 神条ツグミ）
- マジカ★マジカ（姫乃つぐみ）

2015年
- LORD of VERMILION Re:3（サンチョ）
- ロイヤルフラッシュヒーローズ（マリル、ユニョン）

2016年
- 誰ガ為のアルケミスト（エルリケ）
- フィギュアヘッズ（レティシア）

2017年
- モン娘☆は〜れむ（キャサリン）

2019年
- 白き鋼鉄のX THE OUT OF GUNVOLT（キョウタ）

### ドラマCD
- ヨメイロちょいす（2010年、もぇぎ）
- サムライドライブ（2011年、シロウ）「月刊 Asuka（あすか）／ 参照:グータラのん天気！ 2011-10-05」
- 兄弟の事情 2 恋人の事情（2012年、和臣〈幼少時代〉）
- わグルま! ドラマCD Vol.1「まかいそうせい」（2013年、ケット・シー）
- CLOCK ZERO 〜終焉の一秒〜（2015年、英円〈幼少期〉）

### 吹き替え

#### 映画
- サニー 永遠の仲間たち（2012年、ファン・ジニ）

#### ドラマ
- ビクトリアス（2013年）

#### アニメ
- ロボカーポリー（2013年、ミニー）
- ちいさなプリンセス ソフィア（2015年）

### 書籍
- 声優グランプリ 2011年6月号
- 声優グランプリ 2012年2月号（第1付録：声優読本2012）

### その他コンテンツ
- 星の船 Argo（上映期間 2011年9月10日 - 2012年3月4日）（美帆）[11]
- USEN はやみみ!アニメ映画情報（ナビゲーター）（10分番組 毎週月曜更新）